# Imputation (comptabilité)
Pour les articles homonymes, voir Imputation.
En comptabilité, l'imputation est l'opération consistant à placer un élément comptabilisé selon une classification (ou nomenclature).

## Enjeux de l'imputation
L'imputation permet une catégorisation des postes budgétaires notamment à des fins de comptabilité administrative. La comptabilité fiscale définit notamment un certain nombre d'imputations employées par les entreprises dans leur comptabilité.

## Démarche d'imputation
Au moment de la saisie des informations, en temps réel, le livre-journal les traduit en termes comptables et fait l'imputation entre comptes, c'est-à-dire choisit le compte crédité (qui indique le point de départ de la valeur) et le compte débité (qui indique le point d'arrivée de la valeur).